# Dankouro
Dankouro är en ort i Burkina Faso.   Den ligger i provinsen Province de la Kossi och regionen Boucle du Mouhoun, i den västra delen av landet, 280 km väster om huvudstaden Ouagadougou. Dankouro ligger 327 meter över havet och antalet invånare är 2 490.
Terrängen runt Dankouro är platt. Närmaste större samhälle är Salanso, 9,6 km söder om Dankouro.
Omgivningarna runt Dankouro är en mosaik av jordbruksmark och naturlig växtlighet. Runt Dankouro är det ganska tätbefolkat, med 65 invånare per kvadratkilometer.